# Provincia Autónoma de Kosovo y Metojia (1946-1974)
La Provincia Autónoma de Kosovo y Metojia (en serbocroata, Autonomna Pokrajina Kosovo i Metohija; trans. cirílico: Аутономна Покрајина Косово и Метохија) fue una provincia autónoma de la República Socialista de Serbia (República Federal Socialista de Yugoslavia) entre 1946 y 1974, año en que fue sustituida por la denominación de Provincia Autónoma Socialista de Kosovo.

## Historia
Durante el período de entreguerras, el nombre de Kosovo se asoció con una región específica, aunque no existía como subdivisión política. Su reconocimiento surgió tras el final de la Segunda Guerra Mundial y el establecimiento del régimen comunista del mariscal Tito. La entidad de Kosovo había existido como una provincia otomana. Parte del territorio de la provincia otomana de Kosovo pasó a formar parte de Albania desde el Tratado de Londres de 1913. En 1946, lo que quedaba de la provincia otomana se dividió entre la nueva República Socialista de Macedonia, mientras que otro fragmento pasó a la República Socialista de Montenegro, también una nueva entidad, quedando la mayor parte de su territorio ubicado en Serbia, donde Kosovo era considerada una región histórica.
Paralelamente a esto, el gobierno de Enver Hoxha en Albania comenzó a criticar a la administración yugoslava de Kosovo; el régimen de Tito respondió con la represión sobre aquellos kosovares pro-albeneses, en busca de "traidores" y "quintacolumnistas", aunque hasta principios de la década 1960 no surgieron grupos organizados favorables a Tirana.
Kosovo se convirtió oficialmente en una provincia autónoma en 1963, aunque el gobierno comunista no permitió el regreso de muchos de los refugiados serbios. La Provincia Autónoma de Kosovo y Metohija recibió cada vez más autonomía para satisfacer a su creciente población albanesa, y en 1974 le fue concedido un gobierno autónomo dentro de Serbia.
En la Constitución yugoslava de 1974, a Kosovo le fue garantizada una mayor autonomía, concediéndole su propia administración, asamblea y administración judicial.